# Endre kyrkby
Endre kyrkby är en Mall:Kyrkby kring Endre kyrka i Gotlands kommun.  Bebyggelsen klassades vid avgränsningen 2020 som en separat småort som dock vid avgränsningen 2023 avregistrerades.